# Bandera de Minas Gerais
La bandera del estado de Minas Gerais era un proyecto de una bandera nacional,  de la autoría de los mineros inconfidentes. Sin embargo, más tarde se estableció como la bandera oficial del estado de Minas Gerais por la ley estatal nº 2793 del 8 de enero de 1963, aunque los orígenes de su uso se remontan al siglo XVIII.
Tal como se describe en el artículo 2 de la Ley 2793/1963, la bandera está formada por un rectángulo con 20 módulos de largo por 14 módulos de altura (tal como la bandera de Brasil), conteniendo, en el centro, un triángulo equilátero de color rojo con ocho módulos de cada lado; además, tiene en el lado superior izquierdo la palabra "LIBERTAS", en el lado superior derecho las palabras "QUÆ SERA" y en la base la palabra "TAMEN", escritas en tipo romano y con letras de 2/3 del módulo en altura, estando separadas del triángulo por 1/3 del módulo. Por lo tanto, formando el conjunto la frase "Libertas quæ sera tamen", que es el lema de la Conspiración Minera.
De acuerdo con Tiradentes, el triángulo central simboliza la Santísima Trinidad, y, según muchos, los ideales predicados por la Revolución Francesa: Libertad, Igualdad y Fraternidad. Hay controversia sobre el color original del triángulo, que algunos piensan ser verde originalmente. El rojo, sin embargo, fue adoptado como un símbolo de las revoluciones principales. El triángulo también muestra la influencia de la masonería en la Conspiración Minera, como uno de los símbolos utilizados por esta organización.
Alrededor de este triángulo, estaba escrito en latín: LIBERTAS QUÆ SERA TAMEN (en español: "Libertad, aunque venga tarde" o "Libertad, aunque tardía"). Este lema fue acuñado por el inconfidente Alvarenga Peixoto, a partir de la mutilación de un verso de las Bucólicas del poeta latino Virgilio, en las cuales se encuentra “Libertas quæ sera tamen respexit inertem", que puede ser traducido por "Libertad, que, aunque tarde, vio inerte".

## Otras banderas

Bandera de la Conspiración Minera (1789)
Variación de la Bandera de la Conspiración Minera
Pabellón-insígnia representativo del Gobierno del Estado de Minas Gerais.